# 納氏棘鰈
納氏棘鰈，为輻鰭魚綱鰈形目鰈亞目鲽科的其中一種。分布于西北太平洋區，包括朝鮮半島、日本、鄂霍次克海及白令海等海域，属于北温带冷温性底层海鱼。背鰭軟條67至78枚；臀鰭軟條54至62枚；脊椎骨39至42個，體長可達46公分，為高經濟價值的食用魚。